# 보르디게라의 정원, 아침
보르디게라 정원, 아침(프랑스어: Jardin à Bordighera, impression de matin)은 프랑스의 인상파 화가 클로드 모네의 그림이다.

## 상세
이 그림은 지중해의 야자수와 꽃 덤불이 가득한 정원을 전면에 묘사하고 있으며, 나무 뒷편으로는 성 마리아 막달레나 교회의 종탑을 작게 담아내고 있다. 캔버스에 유채로 그려졌으며 크기는 65.5 x 81.5cm이다.
1884년 모네가 프랑스 남부와 이탈리아를 여행하던 중, 프랑스-이탈리아 국경 근처의 보르디게라 마을에 잠시 머물면서 그린 작품이다. 모네는 여기서 79일 동안 38점의 그림을 그렸는데, 중개상이었던 폴 뒤랑뤼엘에게 보내는 편지에서 "모든 것이 훌륭하고, 풍경은 매일 더욱 아름답다. 나는 이 도시에 매료되었다"고 전했다.
현존하는 그림은 원본의 크기에서 변형되어 있다. 에르미타주 미술관의 복원과정에서 캔버스를 검사한 결과, 그림 우측의 최소 너비 6cm의 종잇조각이 캔버스 뒤편으로 구부러졌으며, 캔버스가 물감을 따라 똑바로 잘리고 가장자리가 보존되지 않아 크기가 훨씬 커진 것으로 알려졌다.
1945년 나치 독일의 오토 크렙스가 소유했던 그림으로, 2차 세계대전 도중 소련군에 노획되어 전쟁배상금의 성격으로 소련에 보내졌다. 오랫동안 에르미타주 박물관의 창고에 보관되어 있었으며, 1995년 특별전으로 처음 공개되었다. 2001년부터 에르미타주 박물관의 상설 전시의 작품 중 하나로 들어갔고, 2014년 말부터는 참모본부 건물 (403호실)에 있는 세르게이 슈킨과 모로조프 형제의 추모 갤러리에 전시되었다.